# Sonate K. 280
Pour la sonate de Mozart, voir Sonate pour piano no 2 de Mozart.
La sonate K. 280 (F.228/L.237) en la majeur est une œuvre pour clavier du compositeur italien Domenico Scarlatti.

## Présentation
La sonate K. 280 en la majeur est notée Allegro. L'idée de l'ouverture figure également dans trois autres sonates : K. 209, 372 et 457.

## Manuscrits
Le manuscrit principal est le numéro 15 du volume V de Venise (1753), copié pour Maria Barbara ; l'autre est Parme VII 9.

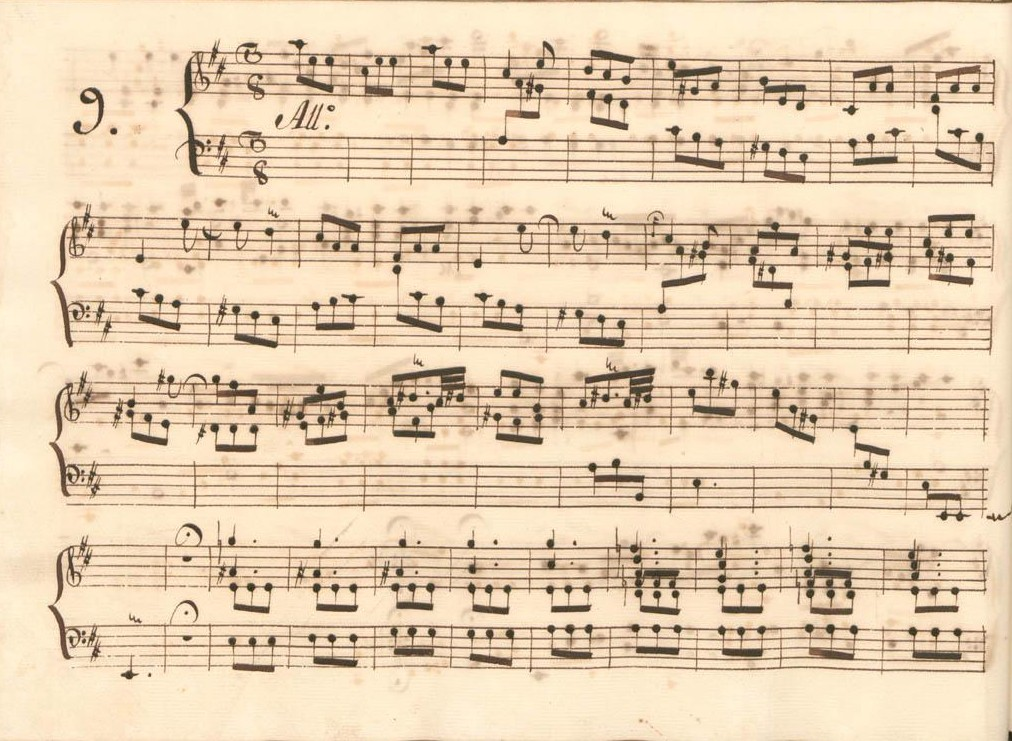
Parme VII 9.
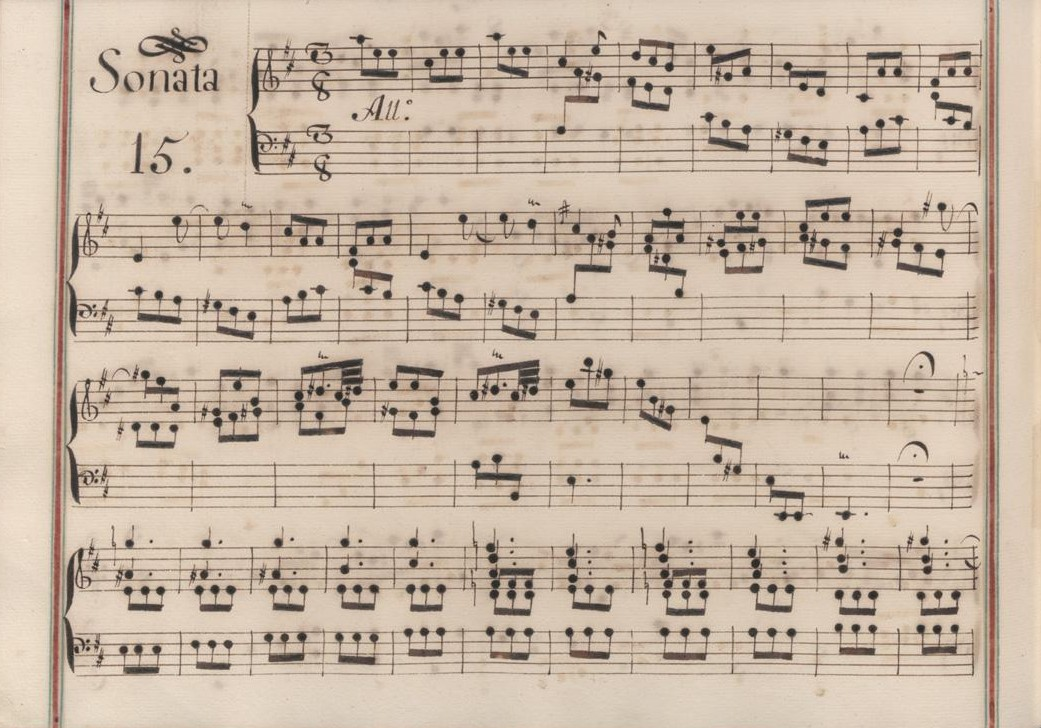
Venise V 15.
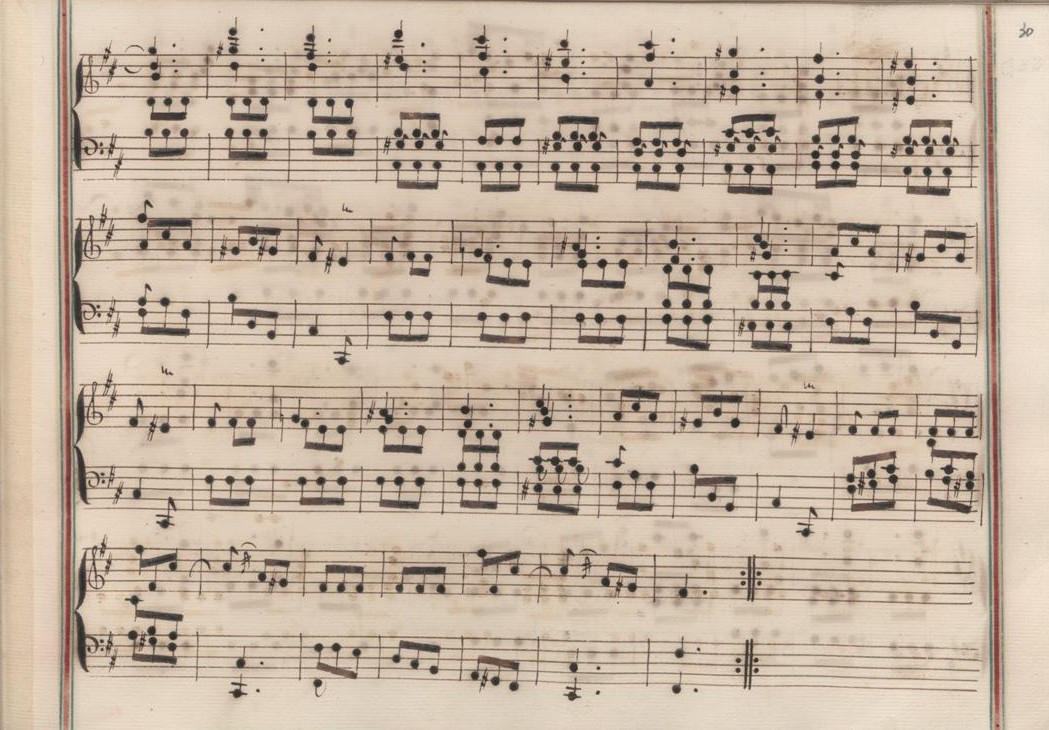
Venise V 15 (fin de la première section).

## Interprètes
La sonate K. 280 est défendue au piano notamment par Carlo Grante (2013, Music & Arts, vol. 4) et Duanduan Hao (2015, Naxos, vol. 16) ; au clavecin par Scott Ross (1985, Erato), Richard Lester (2002, Nimbus, vol. 2) et Pieter-Jan Belder (Brilliant Classics).

## Sources
: document utilisé comme source pour la rédaction de cet article.
- Ralph Kirkpatrick (trad. de l'anglais par Dennis Collins), Domenico Scarlatti, Paris, Lattès, coll. « Musique et Musiciens », 1982 (1re éd. 1953 (en)), 493 p. (ISBN 978-2-7096-0118-4, OCLC 954954205, BNF 34689181).
- Alain de Chambure, « Domenico Scarlatti : Intégrale des sonates — Scott Ross », Erato (2564-62092-2), 1985 (OCLC 891183737) .